# دروازه‌های اصفهان
دروازه‌های اصفهان گذرگاه‌های ارتباطی درون و بیرون شهر اصفهان بودند که در باروی گرداگرد شهر ساخته شده بودند. همچنین، دولتخانهٔ صفوی نیز دارای دروازه‌ای به نام «دروازهٔ دولت (شاه)» بود که این منطقه را به دیگر بخش‌های شهر پیوند می‌داد. امروزه، اثری از این دروازه‌ها نیست و همگی ویران شده اند.

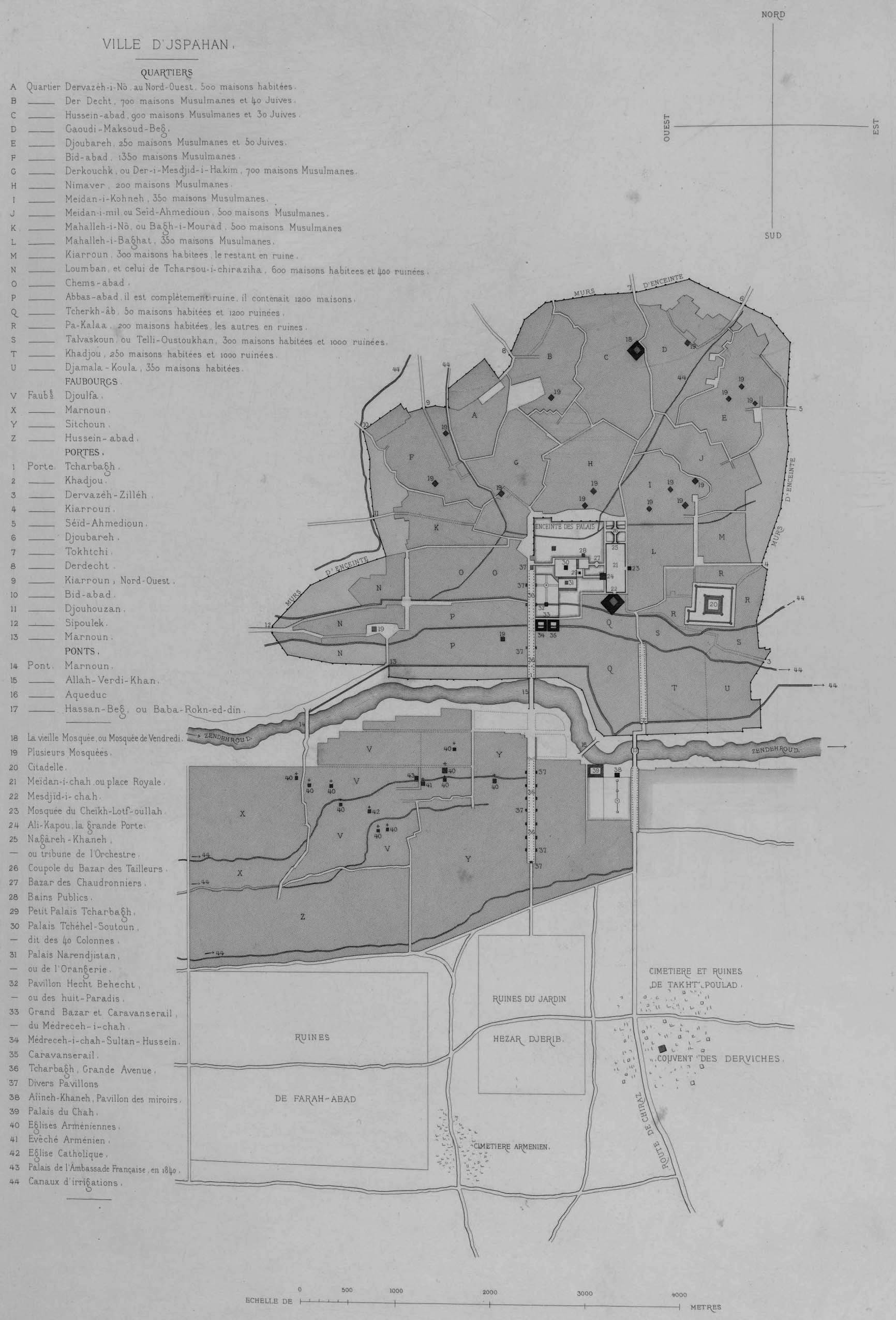
نقشه‌ای که پاسکال کوست از اصفهان کشیده است و جایگاه بارو و دروازه‌های شهر را در آن مشخص کرده است.

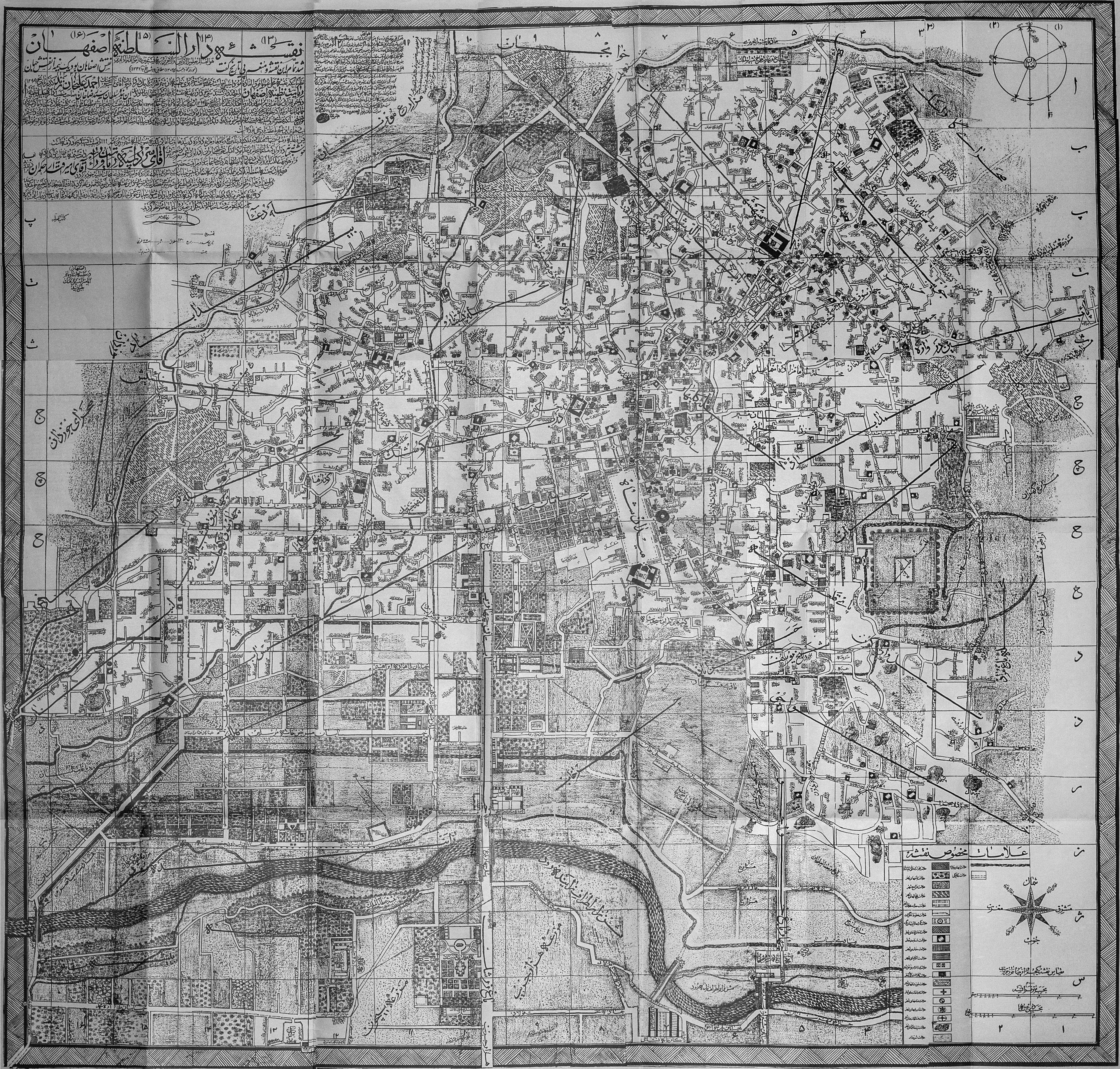
نقشهٔ اصفهان در سال ۱۳۰۲ ه‍.خ که جایگاه برخی از دروازه‌های اصفهان در آن مشخص است.

بر پایهٔ نقشهٔ پاسکال کوست، نقاش، معمار و شرق‌شناس فرانسوی که در زمان محمد شاه قاجار به ایران سفر کرده بود، باروی اصفهان دارای سیزده دروازه بوده است که نام آنها بدین قرار بوده است:
1. دروازهٔ چهارباغ[الف]
2. دروازهٔ خواجو[ب]
3. دروازهٔ ظِلّه[پ]
4. دروازهٔ کَرّان[ت]
5. دروازهٔ سید احمدیون[ث]
6. دروازهٔ جوباره[ج]
7. دروازهٔ طوقچی[چ]
8. دروازهٔ دردشت[ح]
9. دروازهٔ تهران[خ]
10. دروازهٔ بیدآباد[د]
11. دروازهٔ جوزدان[ذ]
12. دروازهٔ سه‌پُله (لُنبان)[ر]
13. دروازهٔ مارنان[ز]

لازم به یادآوری است که دروازهٔ دولت (میدان امام حسین کنونی)، دروازهٔ شیراز (میدان آزادی کنونی) و سردر بازار قیصریه (نقاره‌خانهٔ شمال میدان نقش جهان) در باروی اصفهان قرار نداشته اند.

## دروازه‌های گِی (جِی)
شهر کهن گِی (جِی) که امروز در محدودهٔ اصفهان کنونی جای دارد دارای بارویی بود که در زمان پیروز یکم ساسانی به گِردَش کشیده شده بودند. این بارو در آغاز دارای ۴ دروازه به نام‌های خور، ماه‌بَر (دروازهٔ اسفیس یا اسفیج)، تیربَر (دروازهٔ تیره) و گوش‌بَر (دروازهٔ یهودیه) بود که این چهار دروازه دارای ویژگی‌هایی اخترشناختی بودند. پسان‌تر، دروازه‌ای که نزدیک‌تر به زرین‌رود (زاینده‌رود) بود در آن ساخته شد و «دروازهٔ نو» نامیده شد. اما این دروازه دارای ویژگی‌های اخترشناختی ۴ دروازهٔ آغازین نبود. باروی ساسانی در روزگار بوییان تغییر کرد.

## یادداشت
1. ↑  تقاطع خیابان چهارباغ عباسی و زاینده‌رود
2. ↑  تقاطع خیابان چهارباغ خواجو و زاینده‌رود
3. ↑  پیرامون چهارراه نورباران (؟دروازهٔ قهوه)
4. ↑  پیرامون فلکهٔ احمدآباد
5. ↑  تقاطع خیابان سروش و خیابان شهید تحویلیان
6. ↑  تقاطع خیابان سروش و خیابان صاحب‌الزمان
7. ↑  پیرامون میدان قدس
8. ↑  یا دروازهٔ باب‌الدشت، میدان شهید کویتی
9. ↑  در نقشهٔ کوست با نام «کَرّان شمال غربی» آمده است. پیرامون میدان شهدا
10. ↑  خیابان مسجد سید، پیرامون تقاطع کوچهٔ مادی شمالی یا محمد بحرینیان با کوچهٔ آزادی
11. ↑  بیمارستان آیت‌الله کاشانی، غرب کوچهٔ آسیاب جوزدان (؟دروازهٔ الیادران ؟دروازهٔ چهارسوق)
12. ↑  تقاطع خیابان لُنبان و خیابان خیام
13. ↑  یا «دروازهٔ ماربانان»، تقاطع خیابان صائب و خیابان عباس‌آباد